# Basse-Bretagne
Pour les articles homonymes, voir Bretagne (homonymie).
Ne doit pas être confondu avec Bretagne inférieure.
 (mars 2024).
Si vous disposez d'ouvrages ou d'articles de référence ou si vous connaissez des sites web de qualité traitant du thème abordé ici, merci de compléter l'article en donnant les références utiles à sa vérifiabilité et en les liant à la section « Notes et références ».
La Basse Bretagne (en breton : Goueled Breizh ou Breizh izel) ou Bretagne occidentale,, désigne la partie occidentale de la Bretagne. La désignation a couvert des territoires d'étendues diverses situés à l'ouest des centres administratifs. On a pris l'habitude de désigner, ainsi le groupe des quatre anciens évêchés de Cornouaille, Léon, Trégor et Vannetais, par exemple sur les cartes du XVIIe siècle.
Le terme est utilisé en géographie linguistique pour désigner l'aire récente d'usage du breton. Toutefois ce territoire ne correspond qu'imparfaitement aux quatre diocèses traditionnels, et ne répond pas à la situation linguistique entre le XIIe siècle et le XVIIe siècle, comme le montre la distribution des toponymes bretons et d'autres données. La basse Bretagne est complétée par la Haute-Bretagne qui a formé avec elle le duché, puis la province historique avant son démembrement.
En français, le toponyme s'écrit basse Bretagne pour les désignations géographiques non administratives et Basse-Bretagne pour les anciennes circonscriptions de ce nom (à savoir les lieutenances royales).

## Présentation

### Étymologie
L'expression « Basse-Bretagne », dont il existe des équivalents pour plusieurs autres provinces comme « Basse Lorraine », « Basse-Normandie », « Basse-Auvergne », « Bas-Dauphiné » ou « Bas-Poitou », a été longtemps une désignation administrative régulière. En français, une région haute désigne celle qui est plus proche de la capitale d'un pays, par rapport à une région basse plus éloignée.  
La division administrative ducale reposait sur l'usage linguistique ce qui entrainait la distinction entre Bretagne bretonnante et Bretagne gallésante. Puis, au XIVe siècle, l'appellation de Basse-Bretagne remplace celle de Bretagne bretonnante au moment de l'union du duché à la France. Cette distinction démarque l'existence de sous ensembles, de communautés culturelles ayant des héritages différents. 
L'adjectif « bas » et celui de « inférieur » sont très courants dans des désignations géographiques, où ils n'ont pas toujours eu de connotation péjorative. On retrouve ces adjectifs pour désigner les départements de Loire Inférieure, Seine-Inférieure, Basses-Pyrénées, Basses-Alpes. Au XXe siècle, ces adjectifs ont été jugés dévalorisants, et les toponymes ont évolué en Loire-Atlantique, Seine-Maritime, Pyrénées-Atlantiques et Alpes-de-Haute-Provence. Seul le Bas-Rhin n'a pas changé de nom. Le mot « nord » a lui-même été considéré comme péjoratif du point de vue climatique et remplacé dans Côtes-du-Nord par Côtes-d'Armor.
Certaines structures officielles utilisent un adjectif géographique tel que l'ouest plutôt que celui de « bas » : l'Université de Bretagne-Occidentale et Télé Bretagne Ouest (Tébéo) en sont des exemples.

#### Breizh Izel, traduction de Basse Bretagne
Le terme breton Breizh Izel et la dénomination des habitants qualifiés de Bas-Breton découlent de l'appellation en français : Basse-Bretagne. Ce toponyme apparaît dans de nombreuses chansons bretonnes des XIXe et XXe siècles comme la Breiz-Izel de l'abbé Augustin Conq. Il est également repris par dans la station de radio régionale ici Breizh Izel.  
L'usage des adjectifs haut et bas précède une autre façon de distinguer les sous ensembles qui composent la Bretagne, l'une utilisée à partir du XIVe siècle : Goueled Breizh (Bretagne occidentale) et l'autre utilisée à partir du XVIIIe siècle : Gorre Breizh (Bretagne orientale).

### Cartographie

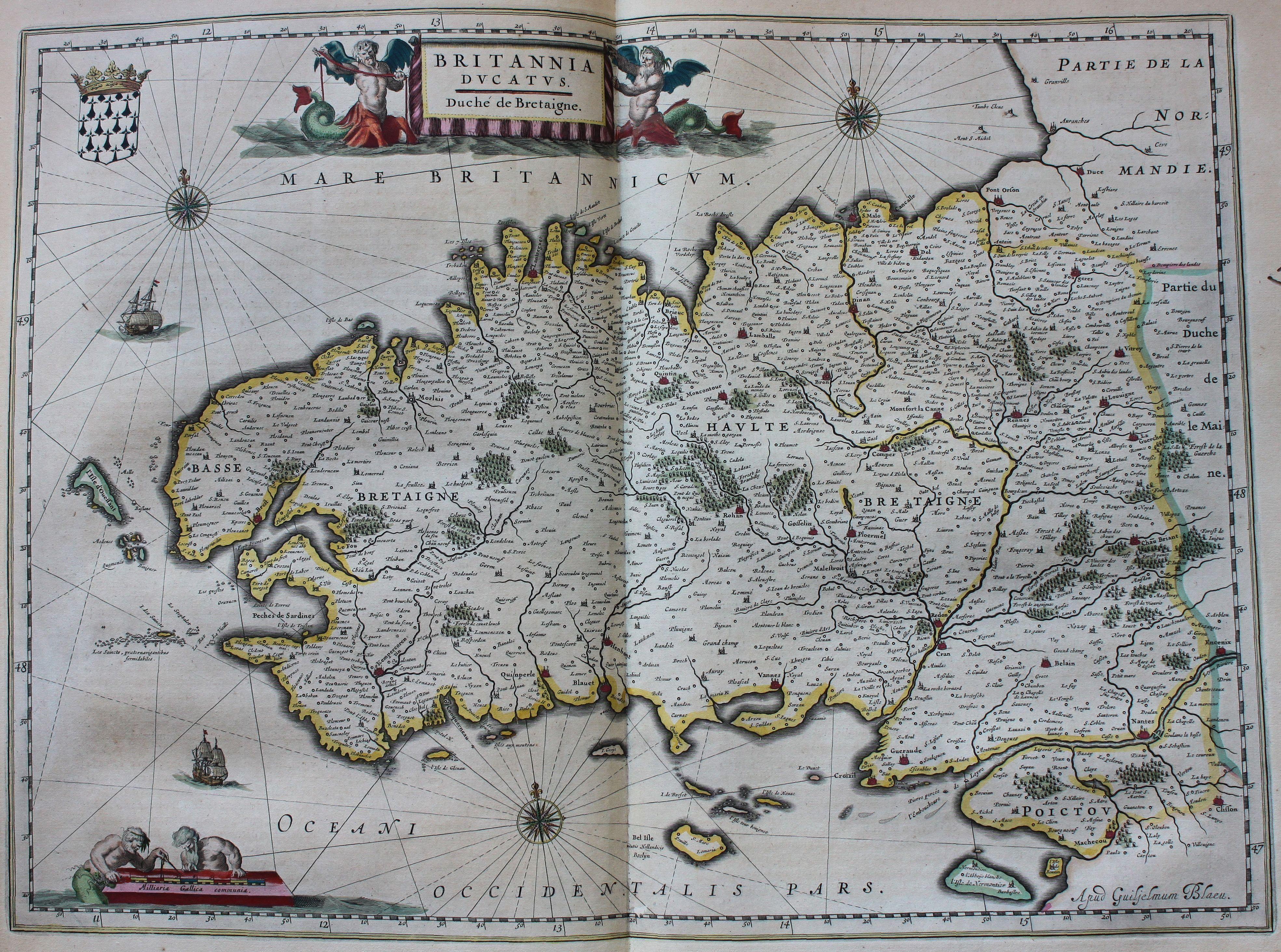
Carte du XVIe siècle.

Les désignations de Basse et de Haute-Bretagne ont une existence officielle en cartographie. On les trouve mentionnées sur plusieurs cartes du XVIIe siècle et du XVIIIe siècle.
- Bretagne. - Païs armorique : description de la haute et basse Bretagne (carte), Paris, Boisseau, 1642 (BNF 40680479, lire en ligne)
- Jean-Baptiste Nolin, La province ou duché de Bretagne divisée en Grandes Parties, qui sont la Haute, et la Basse Bretagne : Le gouvernement general de Bretagne, comprenant les lieutenances generales de Bretagne et du Comté Nantois (carte), Paris, Chez I.B. Nolin, 1695 (BNF 40582748, lire en ligne)
- Nicolas de Fer, Gouvernement général du duché Bretagne divisée en haute et basse (carte), Paris, Danet, 1711 (BNF 40723347, lire en ligne)
- Surprise et Descente des Anglois à S.t Malo en Basse Bretagne (carte), coll. « Michel Hennin - Estampes relatives à l'Histoire de France (Recueil) », date de l'événement : 1758 (BNF 41507710, lire en ligne)

La notion de Basse-Bretagne existe également dans un arrêt du Conseil d'État de 1744, relatif au droit d'extraction de certaines ressources provenant « des mines de Basse Bretagne ».

### Une frontière linguistique
La frontière linguistique qui sépare la Bretagne bretonnante et la Bretagne gallésante est cartographiée pour la première fois dans « L’histoire de Bretaigne », publiée par Bertrand d’Argentré en 1588,.
La Basse Bretagne comprend le territoire des quatre diocèses de Quimper, de Vannes, de Saint-Pol-de-Léon et de Tréguier. Elle reste utilisée pour désigner la partie occidentale de la Bretagne bretonnante, c'est-à-dire où la langue bretonne est toujours parlée, dont Paul Broca remarquait en 1871 dans son Anthropologie de La Bretagne, qu'elle ne comportait plus qu'un tiers de l'évêché de Vannes et une petite partie de celui de Saint-Brieuc. La Frontière linguistique bretonne a suivi l'évolution des aires géographiques du gallo et du breton jusqu'à la Seconde Guerre mondiale.
L'existence de régions linguistiquement distinctes est attestée dès le Moyen Âge. Au XVe siècle, la chancellerie pontificale, qui demandait au clergé de parler la langue de ses ouailles, n'utilise pas les adjectifs haut et bas mais distingue la Brittania gallicana et la Brittannia britonizans.
Alfred de Courcy souligne, dans Le Breton, en 1840, les différences radicales entre les deux Bretagnes : « La langue constitue la différence la plus notable ; une ligne tracée de l'embouchure de la Vilaine à Châtelaudren séparerait assez bien les deux parties de la province : en deçà de cette ligne, on n'entend parler que le français ou un patois bâtard ; mais le paysan de la Basse-Bretagne a conservé l'antique idiome, et les Celtes, ses pères, ne reconnaitraient qu'en lui leurs traits et leur sang. »
De nos jours, la Basse-Bretagne correspond à l'intégralité du département du Finistère et à une grande partie ouest des départements des Côtes-d'Armor et du Morbihan ; la Haute-Bretagne, quant à elle, regroupe principalement les départements d'Ille-et-Vilaine et de la Loire-Atlantique, ainsi que la partie orientale des Côtes-d'Armor et du Morbihan[réf. nécessaire].
Ces limites sont toutefois à relativiser : elles ont toujours été floues et très poreuses. Rennes et Nantes par exemple, bien que situées en zone gallèse, ont connu une influence bretonnante au Moyen Âge[pas clair], tandis qu'à Vannes et Brest, en pays bretonnant, on a parlé breton et français. De même, Saint-Brieuc, en Haute-Bretagne, a longtemps été considéré comme une enclave bretonnante en pays gallo.
Le cas particulier de Nantes constitue encore une autre entorse à la distinction entre Haute et Basse-Bretagne. En 1499, c'est à Nantes que Arnold von Harff recueillit ses mots et ses phrases bretonnes : Item, les Bretons, ou bien en Bretagne, ils ont une langue propre dont j'ai retenu quelques mots, ainsi qu'il est écrit ci-dessous[pas clair].
Au IXe siècle, les langues d'oïl (picard, gallo...) subissent une évolution qui transforme par exemple des toponymes gallo-romain en -ac en é ou -ay.
En élaborant une recherche toponymique entre les différentes communes, qui se superpose d'ailleurs avec les noms de communes commençant en tre-, on peut définir la limite breton-gallo de l'époque. Elle est d'ailleurs très à l'est, près de Nantes et de Rennes. Une commune d'Ille-et-Vilaine, près de Saint-Malo se nomme par exemple Pleugueneuc : ce nom fait référence à l'évidence au plou, qui signifie paroisse en breton et de Guéhénoc du nom de son fondateur.
En 1554, du point de vue maritime selon Jean Fonteneau, marin de La Rochelle, la limite joignait Saint-Brieuc au Croisic.
En 1806, a été établie une recherche de la limite dans les départements des Côtes-du-Nord et du Morbihan par Charles Coquebert de Montbret à la demande de l'empereur Napoléon. Des communes comme Pénestin, Camoël, Péaule, Questembert, Plumelec, Molac, Saint-Caradec, Plouagat, Saint-Martin-des-Prés, Saint-Mayeux y sont notées comme faisant partie de la Basse-Bretagne.

### Un territoire défini sociologiquement à partir duXIXesiècle

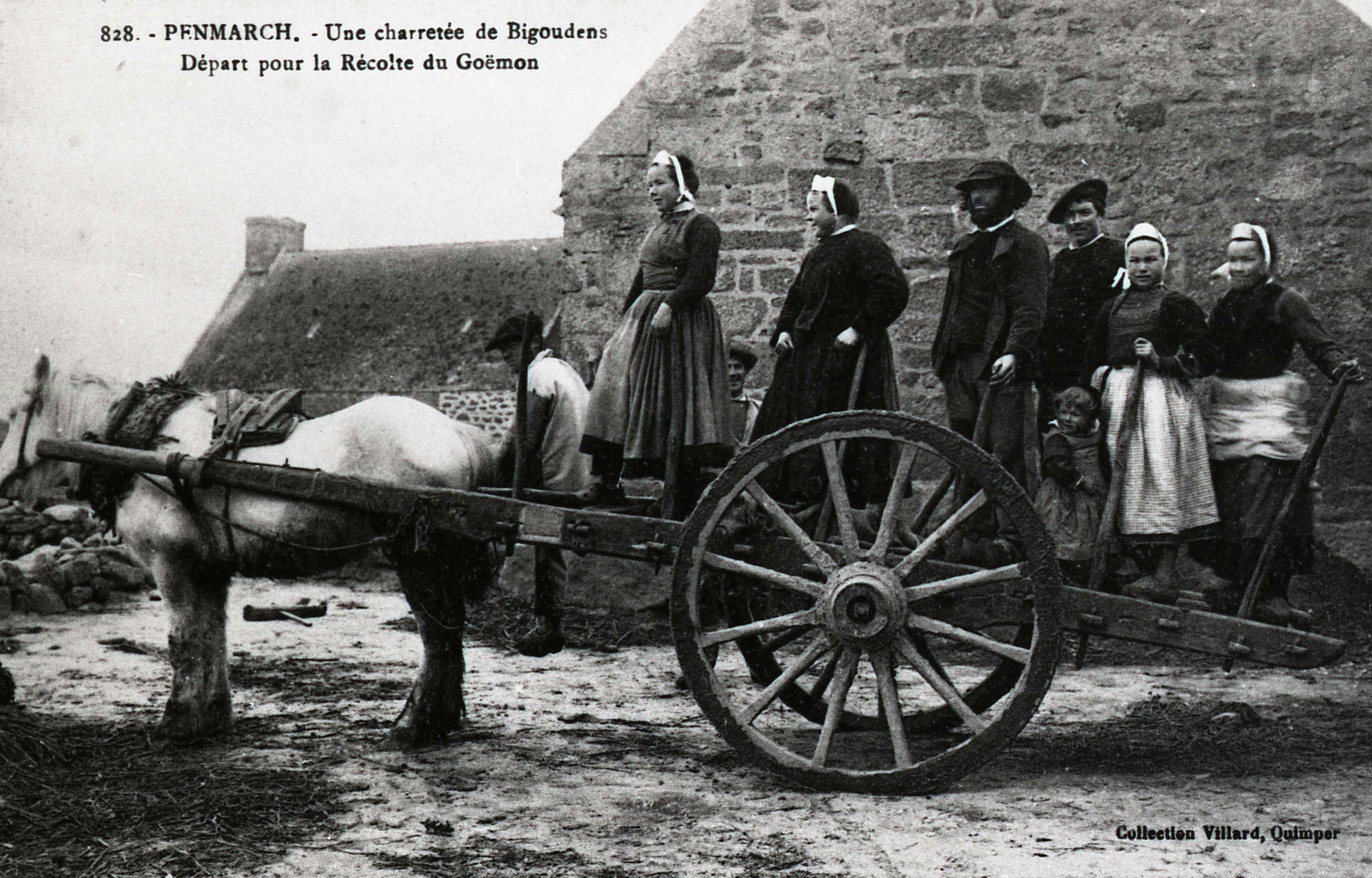
La récolte du goëmon, l'engrais principal en agriculture côtière (Finistère, 1900).

Dans les études menées durant le XIXe siècle, bien souvent, les qualificatifs qui reviennent pour caractériser la basse Bretagne sont « primitif », « isolement », « individualité résistante », « de tradition antique », voire « médiocre ». Ce sont des termes qui peuvent être fortement péjoratifs. Cependant, plusieurs auteurs ont cherché à définir ce qui fait l'identité, dans sa singularité, à travers des études anthropologiques et géographiques. 
Dans son travail de géographie, Louis Gallouédec étudie le sol et le climat, et montre que la Basse-Bretagne constitue une entité, toutefois morcelée par la création des évêchés et par l'absence de grandes voies de communication, ainsi que par les Monts d'Arrée qui forment une frontière.
D'après le travail de thèse de géographie sociale mené par Camille Vallaux portant sur la Basse-Bretagne et publié en 1905, le territoire est défini par des aspects de la vie économique. Avec par exemple, une prédominance de la petite propriété sur la côte et de la grande propriété dans les terres, et l'existence du domaine congéable propre à la Basse-Bretagne. Ce mode de tenure encourage le défrichement, car le domanier est remboursé de toutes les améliorations qu'il a apportées au terrain du propriétaire. Autre point commun : le sol pauvre, qui empêche le développement de la culture du blé (froment) au profit de celle du sarrasin. Les engrais marins (maerl) pallient cela sur la côte mais ne peuvent être transportés aisément. Autre point commun dans l'organisation sociale, les marins sont aussi agriculteurs, la pêche en haute mer est réduite et se fait plus souvent près des côtes. De plus, il y a une présence de petites industries sardinières ou de pêcherie. D'importantes migrations ont lieu de l'intérieur vers la côte.

### Un sujet littéraire
On retrouve le toponyme de Basse-Bretagne en littérature, il est par exemple employé au XVIIe siècle dans une fable de La Fontaine, Le Chartier embourbé.
Dans la littérature de langue française, les habitants des territoires appartenant à la division administrative de la Basse-Bretagne sont parfois décrits de façon péjorative. Le qualificatif de « Bas-Breton » renvoie alors à la fois à l'origine géographique et administrative, aussi bien qu'à l'éloignement culturel.
Le pasteur gallois  Thomas Price (Carnhuanawc) (en) visite la Bretagne en 1829 : voici comment il rapporte la différence entre ce que « des Parisiens » (sans autre précision et sans citer ses sources) prétendraient à propos des Bas-Bretons et ce qu'il y a vu :

« À l'approche de la frontière des Bas-Bretons, je m'attendais à voir d'un instant à l'autre des êtres suprêmement surnaturels et primitifs, à mi-chemin entre les Esquimaux et les Hottentots, une sorte de condensé de tout ce que les deux hémisphères ont de plus caractéristique. J'en étais ainsi à chercher des yeux mes cousins bretons, vêtus de leurs peaux de bêtes et arborant un anneau dans le nez, m'efforçant d'imaginer le “beau idéal” en haillons et mendiant qui m'attendait, lorsque j'entends mes premiers mots de breton près de Châtelaudren. Quelle ne fut pas ma déception en constatant que manquaient les cris de guerre et les wigwams tant attendus ! [...] La vérité est que les Bas-Bretons, dans cette contrée, loin d'être de vrais sauvages comme ces Parisiens voudraient nous le faire accroire, vivent au contraire dans des chaumières aussi confortables que celles des gens de leur classe dans le reste de la France et apparemment aussi bien bâties que celles des petits fermiers de maint comté anglais. »

Auguste Romieu, sous-préfet de Quimperlé en 1830, écrit :

« La Basse-Bretagne, je ne cesserai de le dire, est une contrée à part, qui n'est plus la France. Exceptez-en les villes, le reste devrait être soumis à une sorte de régime colonial. Je n'avance là rien d'exagéré. […] Cet isolement né de la langue, cette inféodation native aux coutumes perdues ailleurs dans la nuit des temps, réclament des soins spéciaux qui doivent précéder l'application générale des lois de la patrie. Ce sont des Bas-Bretons ; qu'on en fasse des Français avant d'exiger d'eux les devoirs communs qu'ils ne sauraient comprendre. Multiplions les écoles, créons pour l'amélioration de la race humaine quelques-unes de ces primes que nous réservons aux chevaux ; faisons que le clergé nous seconde en n'accordant la première communion qu'aux seuls enfans qui parleront français ; bientôt alors il n'y aura plus de chouannerie possible, parce que la charte de 1830 pourra être lue par tout le monde, même par les paysans bas-bretons. »